# Antesignano
Los antesignanos o antesignarios eran cada uno de los soldados encargados de defender las banderas en los ejércitos romanos, para lo cual se agrupaban en torno a ellas.
En tiempo de César se dio este nombre a los soldados escogidos que no llevaban el pesado equipo de los legionarios e iban armados con armas ligeras, sirviendo de guías y peleando al frente y en los flancos de las cohortes fuera del orden clásico de la época. Eran los instructores de las cohortes.
- El contenido de este artículo incorpora material del tomo 5 de la Enciclopedia Universal Ilustrada Europeo-Americana (Espasa), cuya publicación fue anterior a 1945, por lo que se encuentra en el dominio público.

- Datos: Q5696871